# Michel Adlen
Michel Adlen (ur. 15 maja 1898 w Łucku, zm. 21 stycznia 1980 w Paryżu) – ukraiński malarz pochodzenia żydowskiego tworzący we Francji, należący do École de Paris.
Od 1918 do 1920 studiował w Akademii Sztuk Pięknych w Wiedniu, ilustrował pismo „Die Muskete”, tam też miała miejsce pierwsza wystawa jego twórczości. W 1923 przez krótki czas przebywał w Berlinie, gdzie również brał udział w wystawach malarstwa. W tym samym roku wyjechał do Francji, zamieszkał w Paryżu i tam spędził resztę życia. W 1929 otrzymał obywatelstwo francuskie. W 1932 ukazał się pierwszy album z litografiami Michela Adlena, przedmowę do niego napisał André Salmon. Brał udział w zorganizowanej w 1936 w Warszawie Międzynarodowej Wystawie Drzeworytów, rok później rozpoczął współpracę z czasopismem „Nos artistes”. W 1955 Armand Lanoux wydał monografię dotyczącą twórczości Adlena, pięć lat później została ona opublikowana w szerszym zakresie pod tytułem „Clown de Paris”. Ostatni album malarstwa ukazał się w 1963, przedmowę do niego napisał Peter McOrlan. Jego prace były wystawiane w Salonie Jesiennym, Salonie des Tuileries i innych wystawach. Był członkiem wielu ugrupowań artystycznych m.in. La Satire, Les Imagiers, L’Araigne, należał do Société des Artistes Russes. Należał do grona współzałożycieli Association des Artistes Peintrers et Sculpteurs Juifs en France. Poza malarstwem zajmował się grafiką i ilustratorstwem książek i czasopism. W poszczególnych okresach twórczości ulegał wpływom różnych stylów m.in. kubizmu i fowizmu. Był zafascynowany twórczością Paula Cézanne’a, Camille Pissarro i Jeana Baptiste’a Corota. Artysta do końca pozostał czynnym twórca, zmarł w swojej pracowni w wieku 81 lat.